# 深沢紅子野の花美術館 (盛岡市)
深沢紅子野の花美術館（ふかざわこうこののはなびじゅつかん）は、岩手県盛岡市にある画家深沢紅子と深沢省三の作品を展示する美術館である。1993年8月開館。長野県軽井沢町に同名の美術館がある。
博物館法の登録博物館である。